# Балтийская мануфактура
Хлопчатобума́жный комбина́т «Балти́йская мануфакту́ра» (эст. Puuvillakombinaat «Balti Manufaktuur») — одно из крупнейших предприятий лёгкой промышленности Эстонии в годы царской и советской власти, второе по величине ткацкое производство в Эстонии после комбината «Кренгольмская мануфактура». Было основано в 1898 году, ликвидировано в 2006 году.

## «Балтийская мануфактура» в 1899—1940 годах

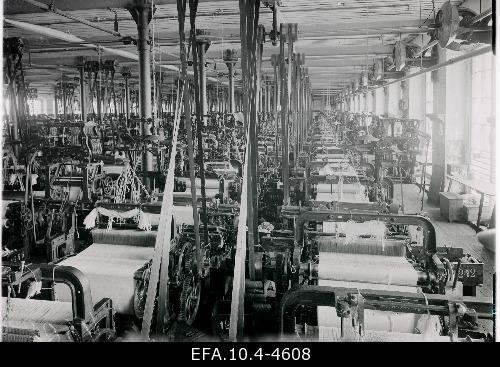
Ткацкий цех «Балтийской мануфактуры», 1940 год

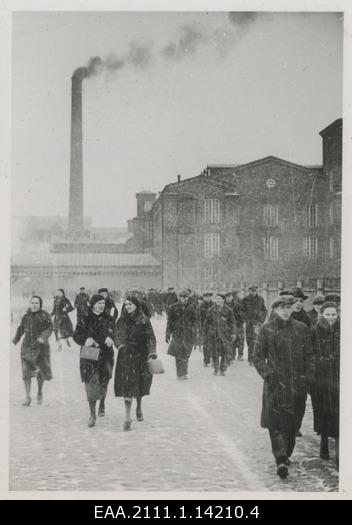
Работники «Балтийской мануфактуры» идут после рабочей смены домой (1920—1940-е годы)

Устав акционерного общества «Балтийская бумагопрядильная и ткацкая мануфактура» был утверждён российским императором Николаем II в Ливадии 28 октября 1898 года. Для постройки будущей фабрики у города было куплено 84,4 десятины земли на окраине Ревеля около Цигельскоппельской дороги. Основной капитал общества составил 3 миллиона рублей и был поделён на 16 тысяч акций.
Строительство фабрики началось 23 февраля 1899 года. В марте 1900 года на месте прежнего болота уже стояло здание главного корпуса мануфактуры из красного кирпича длиной 231,6 метра. В то время это было одно из самых больших зданий Ревеля. Была построена котельная, в которой находилось семь котлов, электростанция и насосы, а также фабричный дымоход из кирпича. Строительными работами руководил инженер Урбанский.
Основателями акционерного общества были потомственный почётный гражданин Ревеля, австро-венгерский консул Джон Карлович Эльфенбейн (John Elfenbein) и ревельский гражданин Евгений Юлианович Блок (Eugen Block). Необычная в этом морском крае текстильная фабрика в будущей Эстонии уступала лишь комплексу Кренгольмской мануфактуры.
Район Ревеля у развилки полуостровов Копли и Пальяссааре, где построили «Балтийскую мануфактуру», стал называться «Ситси» (эст. Sitsi). Это название явно восходит к русскому слову «ситцы».
Первым директором «Балтийской мануфактуры» в 1899 году стал бывший технический директор фабрики «Кренгольмская мануфактура» Джон Ричардович Карр, уроженец Англии, специалист в области хлопкопрядения. На этой должности он оставался до своей кончины в 1911 году. Председателем правления акционерного общества долгие годы был действительный тайный советник, впоследствии член Государственной думы Российcкой империи Алексей Яковлевич Прозоров.
Новое предприятие начало работу 2 марта 1900 года. В конце 1901 года на мануфактуре насчитывалось 51 824 веретена и 1093 ткацких станка. В основном они были закуплены в Англии. Оборудование для фабричной электростанции было закуплено в Англии и Германии, котлы, паровые машины, насосы и компрессоры — в Англии.
В 1900 году на «Балтийской мануфактуре» работали 175 рабочих и 13 служащих, в 1901 году — уже 910 рабочих и 13 служащих, в 1903 году — 1264 рабочих и 25 служащих. В числе работников фабрики в то время была Екатерина Лоорберг (Kati Loorberg), которая в 1906 году стала супругой будущего «всесоюзного старосты» М. И. Калинина.
К 1908 году численность работающих на мануфактуре составила 2054 человека. Перед Первой мировой войной на фабрике было занято 1899 человек, продукция составляла 20 млн метров хлопчатобумажных тканей в год.
Мануфактура перерабатывала хлопок из Средней Азии и производила в основном миткали и прочие ткани для Петроградских ситценабивных фабрик. В годы Первой мировой войны предприятие переключилось на специфические заказы Главного Петроградского интендантства.
До 1905 года рабочий день на фабрике составлял 10,5 часа: с 7 утра до полудня, затем, после полуторачасового перерыва, — с 13:30 до 19:00. В 1905 году продолжительность рабочего дня была сокращена на один час, а в 1917 году был установлен 8-часовой рабочий день.

Дом директора «Балтийской мануфактуры» (памятник архитектуры, 1899). Сгорел 5 декабря 2019 года

К 1900 году на территории фабрики был построен жилой дом для служащих и дом для старших мастеров (внесены в Государственный регистр памятников архитектуры Эстонии). Рядом с главным корпусом мануфактуры был возведён двухэтажный деревянный особняк для директора. Этот дом, внесённый в Государственный регистр памятников архитектуры Эстонии, сгорел в результате пожара 5 декабря 2019 года.
Рядом с фабрикой, на пересечении улиц Копли и Ситси в 1913 году была построена школа, сейчас это жилой дом (внесён в регистр памятников культуры, находится в плохом состоянии).

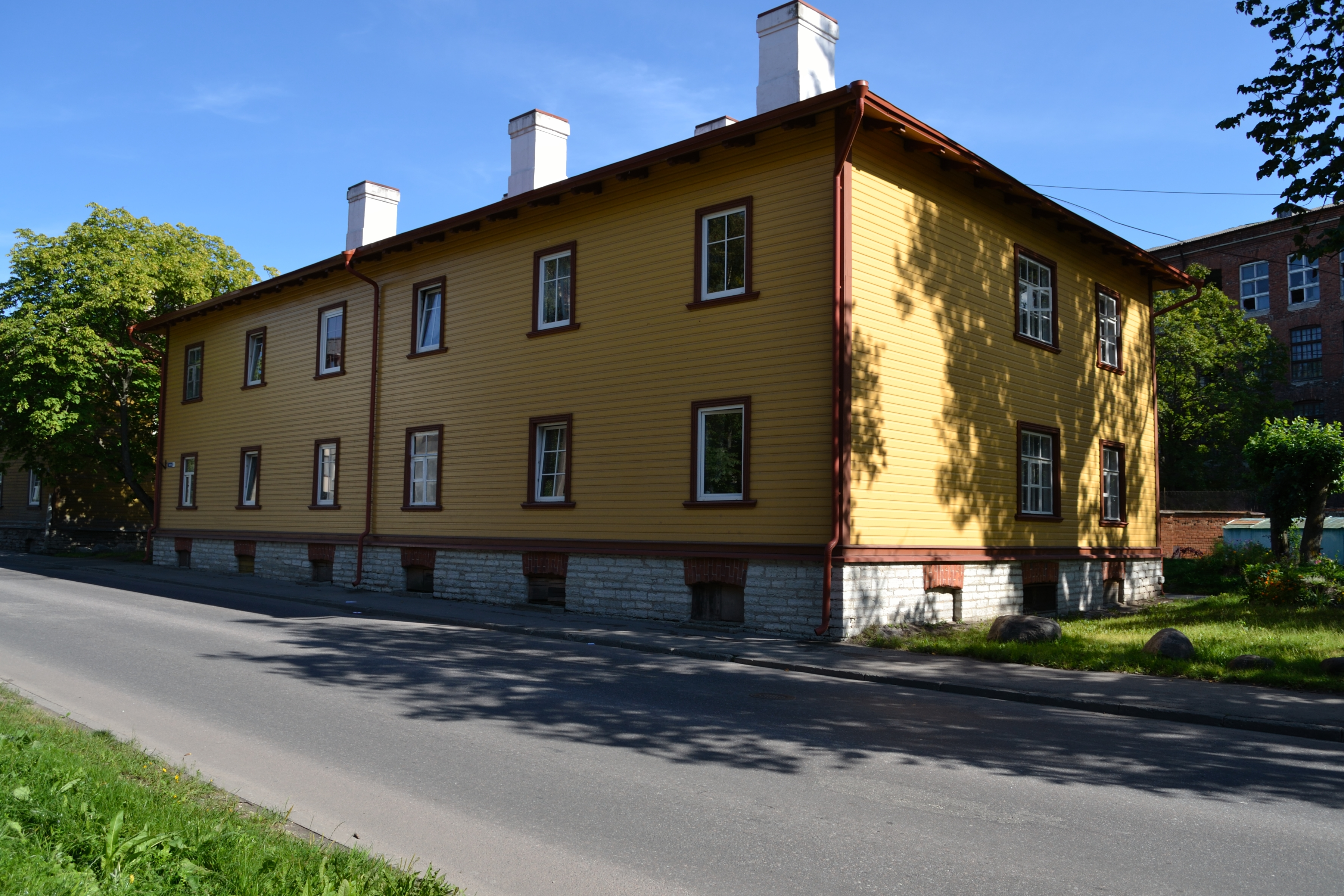
Жилой дом для рабочих «Балтийской мануфактуры» (памятник архитектуры 1905 г.)

Деревянные двухэтажные дома, которые до сих пор можно видеть на улице Ситси, были построены в 1901—1923 годах и сдавались за небольшую плату семьям мастеров и рабочих. Некоторые из них реновированы, в большинстве домов поставлены новые окна, но основная часть домов весной 2017 года (внесены в Государственный регистр памятников культуры) находилась в плохом состоянии.
В 1900 году были построены почти 2,5-километровая ширококолейная железнодорожная ветка и почти 2-километровая узкоколейка. Последняя использовалась в основном для подвоза топлива к фабричной котельной. До Первой мировой войны в качестве топлива использовался каменный уголь из Англии. Когда с поставками угля возникли трудности, фабрику частично перевели на древесное топливо.
Контора мануфактуры первоначально располагалась в главном здании, но в связи с расширением производства её перевели в новое фабричное здание, построенное в 1909 году. В 1920 году было проведено очередное расширение — построено ещё одно фабричное здание, которое объединили со старым. Новое здание было построено частично из известняка, частично из железобетона и покрыто жестью.
При мануфактуре действовали Общество потребителей и кружок любителей музыки, литературы и театрального искусства, работали библиотека, детский сад, амбулаторий и добровольная пожарная команда. В окрестностях фабрики был создан ухоженный садовый городок. Создание фабрики оживило жилищное строительство не только в Копли, но также и в Каламая и Пельгулинна.
Для нужд работников дирекция на территории фабрики построила каменную покойницкую, которая была перестроена впоследствии в часовню, а в 1913 году — в церковь. В 1944 году церковь стала самостоятельным приходом и в нынешнем своём виде отреставрирована в 1999 году. В списке приходов Эстонской православной церкви Московского патриархата она носит название «Храм во имя иконы Божией Матери „Всех Скорбящих Радость“».
Когда за Первой мировой войной пришла Октябрьская революция, а за ней последовала германская оккупация, фабрика оказалась в безвыходном положении. Прекратились все отношения с Россией, и вместе с тем не стало возможным получать среднеазиатский хлопок. Чтобы продолжить работу, были произведены опыты выработки тканей из льняной пряжи и начато производство пряжи из остатков хлопка, очёсов и т. п. И хотя производство значительно упало, фабрика всё же продолжала работать почти всё время революции и оккупации. После окончания германской оккупации в ноябре 1918 года фабричное производство стало постепенно расширяться.

## «Балтийская мануфактура» в годы советской власти

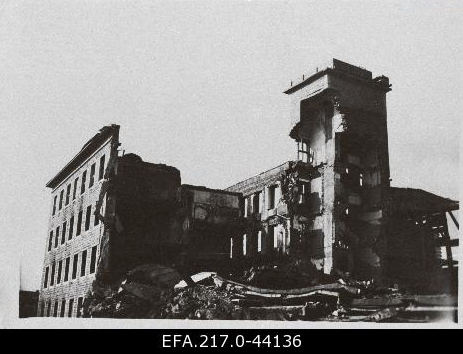
Руины «Балтийской мануфактуры», 1944 год

После присоединения Эстонии к СССР, как и все крупные предприятия, в августе 1940 года «Балтийская мануфактура» была национализирована.
В годы Второй мировой войны большинству фабричных корпусов был нанесён большой урон. По утверждению эстонского политика и историка Яака Юске (Jaak Juske) в 1941 году, при уходе советской армии из Эстонии, по распоряжению советских властей корпуса мануфактуры были подожжены, но огромный пожар не затронул близстоящие деревянные жилые дома. Как только в сентябре 1944 года фашистские войска были изгнаны из Таллина, сразу начались работы по восстановлению мануфактуры и налаживанию производства. В начале 1970-х годов на комбинате была проведена модернизация оборудования.
В 1970—1980-е годы лёгкая промышленность давала пятую часть общего объёма промышленной продукции Эстонии, а ведущей её отраслью по объёму производства была хлопчатобумажная промышленность. По производству тканей на душу населения Эстонская ССР занимала одно из первых мест в СССР и в мире.
С 1971 года директором комбината был Роальд Айгро (Roald Aigro).
В 1976 году комбинат «Балтийская мануфактура» был награждён орденом Октябрьской Революции.
В 1978 году комбинат насчитывал 51 100 веретён и 1569 ткацких станков и произвёл 51,9 миллиона метров хлопчатобумажных тканей и 67,7 миллиона катушек ниток.
По состоянию на 1 января 1979 года численность работающих на «Балтийской мануфактуре» составила 2282 человека. По численности работающих хлопчатобумажный комбинат «Балтийская мануфактура» входил в пятёрку крупнейших предприятий лёгкой промышленности Эстонской ССР после комбината «Кренгольмская мануфактура», кожевенно-обувного объединения «Коммунар», швейного объединения «Балтика» и трикотажного объединения «Марат».
Экономически успешно, наращивая производство и постоянно обновляя парк оборудования, комбинат работал до самого распада Советского Союза. Одной из работниц предприятия, ткачихе Зинаиде Агафоновой, в 1971 году было присвоено звание Героя Социалистического Труда.

## Кинохроника
В годы советской власти на киностудии «Таллинфильм» были сняты документальные фильмы, посвящённые «Балтийской мануфактуре»:
- 1950 — Rändpunalipp Balti Puuvillavabrikule / Переходное Красное знамя Балтийской хлопчатобумажной фабрике
- 1952 — Eesrindlikud kangrud. Balti Manufaktuuri automaatkudumistsehh / Передовые ткачихи. Автоматический ткацкий цех Балтийской мануфактуры, режиссёр Арнольд Юхкум (Arnold Juhkum)
- 1953 — Eesrindlik naistebrigaad. Balti Manufaktuur / Передовая женская бригада. Балтийская мануфактура, режиссёр Олег Лентсиус (Oleg Lentsius)
- 1954 — Kombinaadis Balti Manufaktuur / На комбинате «Балтийская мануфактура», режиссёр Владимир Парвель (Vladimir Parvel)
- 1955 — Balti Manufaktuuri eesrindlased / Передовики Балтийской мануфактуры, режиссёр Виктор Невежин (Viktor Nevežin)
- 1966 — Puuvillakombinaadis Balti Manufaktuur / На хлопчатобумажном комбинате «Балтийская мануфактура», режиссёр Валерия Андерсон (Valeria Anderson)
- 1970 — Puuvillakombinaadis Balti Manufaktuur / На хлопчатобумажном комбинате «Балтийская мануфактура», режиссёр Эвальд Вахер (Evald Vaher)
- 1972 — Balti Manufaktuur saab moodsad seadmed / Балтийская мануфактура получает современное оборудование, режиссёр Юло Тамбек (Ülo Tambek)
- 1973 — 75 aastat Balti Manufaktuuri / 75 лет Балтийской мануфактуре, режиссёр Семён Школьников (Semjon Školnikov)
- 1980 — Kombinaadis Balti Manufaktuur / На комбинате «Балтийская мануфактура», режиссёр Юлия Гутева (Julia Guteva)
- 1983 — Balti Manufaktuur I / Балтийская мануфактура I, режиссёр Калью Рейнтам (Kalju Reintam)
- 1983 — Balti Manufaktuur II / Балтийская мануфактура II, режиссёр Калью Рейнтам (Kalju Reintam)
- 1984 — Tule Balti Manufaktuuri! / Приходи на «Балтийскую мануфактуру»! (рекламный фильм)

## Интересный факт
По рассказам эстонского историка и политика Яака Юске, фактом является некоторая связь «Балтийской мануфактуры» с Гитлером. В конце 1930-х годов собственник фабрики по фамилии Вахтман (Vahtman) заказал себе у Судостроительного общества «Ноблесснер» яхту класса «люкс», которая была готова летом 1940 года, когда Эстония была присоединена к СССР. Предпринимателя советская власть сослала в Сибирь, а 60-тонной яхтой из красного дерева в 1941 году завладела немецкая армия, руководство которой приняло решение подарить её Гитлеру.

## «Балтийская мануфактура» после восстановления независимости Эстонии

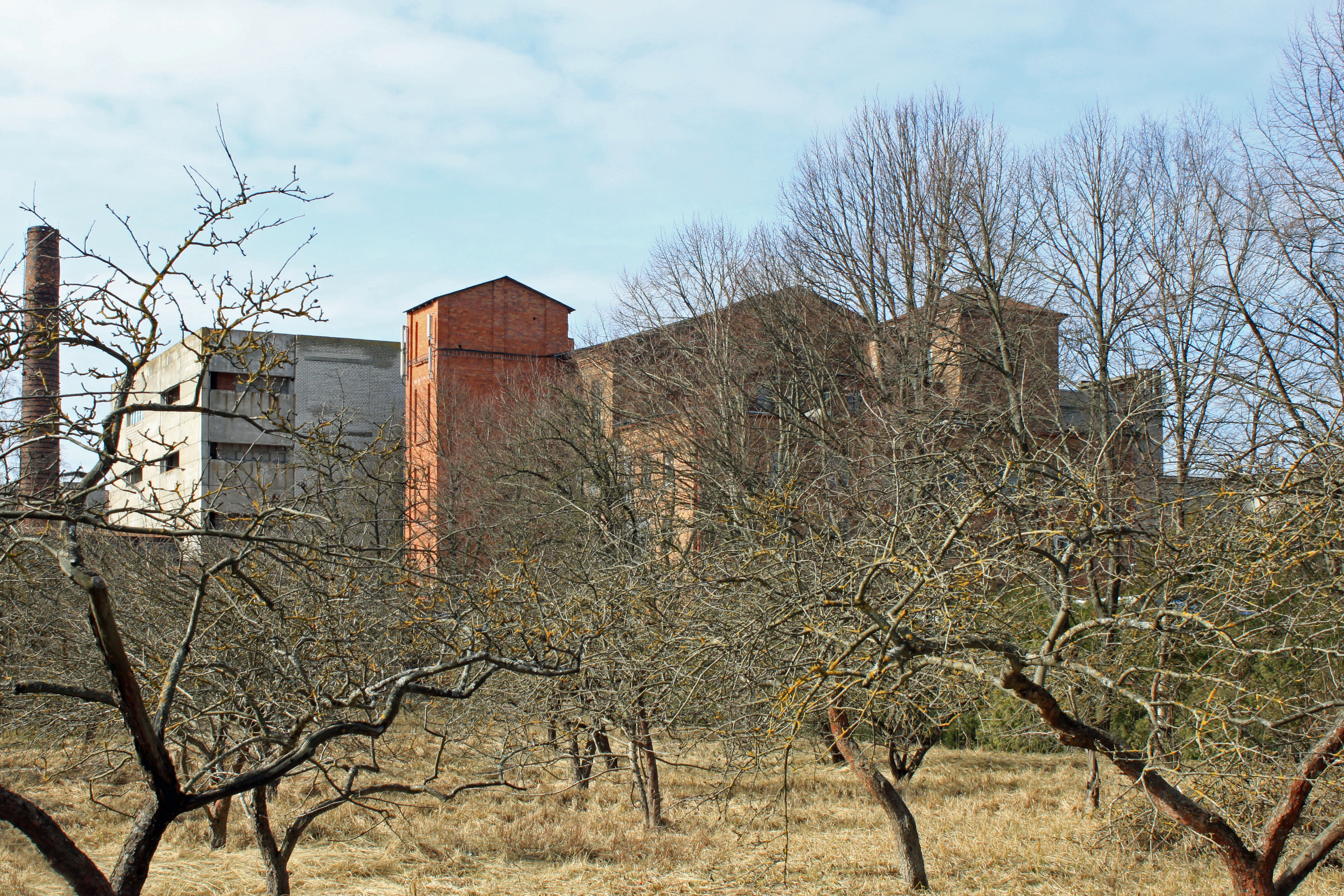
Корпуса «Балтийской мануфактуры» (на переднем плане — яблоневый сад), апрель 2017 года

После выхода Эстонии из состава СССР в 1991 году российский рынок для «Балтийской мануфактуры» оказался закрыт в связи с разрушением налаженных ранее экономических связей. Сбыт продукции попытались перенести на западноевропейский рынок, однако из-за сильной конкуренции объёмы производства стали падать. В 1995 году то, что осталось от «Балтийской мануфактуры», продали инвесторам из Сингапура. Преемник комбината стал носить имя «Baltex2000». Численность работающих составляла около 500 человек. Предприятие по-прежнему производило пряжу, вату и неотбеленную ткань, однако объёмы нового производства не входили ни в какое сравнение с объёмами производства советской мануфактуры.
По данным Департамента статистики Эстонии, если в 1990 году (последнем году советской власти) в стране в целом было произведено 169 153 тысячи м² хлопчатобумажных тканей, то в 2005 году их производство составило 83 523 тысячи м², а в 2013 году — всего 48 тысяч м².
Осенью 2005 года предприятие остановило работу. Новое руководство тогда говорило, что производство закрывается только на несколько месяцев, а в дальнейшем здесь опять будут выпускать текстиль, но более высокого качества; планировалось внедрить новые технологии в производство. Но мануфактура работу не продолжила.
«Нет смысла производить продукцию, которой суждено конкурировать с азиатской, то есть ту, что продают на прилавках супермаркетов. Наши ткани будущего должны найти свое место на витринах эксклюзивных универмагов», — делился в то время планами директор фабрики Меэлис Виркебау (Meelis Virkebau), впоследствии ушедший с предприятия. Однако через полгода член совета «Baltex2000» (её собственником являлась компания «Tolaram Grupp», которая владела в Эстонии ещё несколькими предприятиями) Урмас Рейманд (Urmas Reimand) сообщил, что фабрика больше не будет заниматься производством текстиля. Около 400 человек были сокращены, оставшиеся сто работников занимались демонтажем оборудования. По утверждениям Рейманда, сокращение работников прошло по всем правилам с выплатами компенсаций, однако осенью работники бывшей мануфактуры несколько раз обращались в прессу из-за несоблюдения её руководством трудового законодательства.
«В чём или в ком искать причину развала предприятия? — этот вопрос в мае 2006 года поставил в своей статье „Baltex2000 умер: китайский текстиль убил предприятие“ журналист Дмитрий Куликов. — Может быть, во всём виноват тот самый китайский текстиль. Однако некоторые совпадения наводят на размышления. С 1995 года до марта 2003 года Меэлис Виркебау возглавлял правление концерна «Krеenholmi Valduse AS», но был вынужден покинуть этот пост из-за разногласий с руководством текстильного концерна, владеющего „Кренгольмской мануфактурой“. В те времена нарвское предприятие также находилось на грани банкротства. Похожая история случилась и в Таллине».
До Виркебау председателем правления акционерного общества «Baltex2000» был выходец из Индии Крипа Шанкар Трипати, которому в середине 1990-х годов правительство Марта Сийманна предоставило эстонское гражданство.
Блистательный образец промышленной архитектуры и успешной экономики XX века в 2005 году завершил своё существование. Оборудование и всё, что было сделано из металла, распродали или сдали в металлолом, всё бумажное отправили в макулатуру, в том числе и две библиотеки, одна из которых была основана ещё в 1903 году. Тем самым повторилась судьба других крупных и успешных промышленных предприятий бывшей Эстонской ССР — завода «Вольта», завода имени М. И. Калинина, Таллинского машиностроительного завода и др.

## Статистика
Численность работников «Балтийской мануфактуры»:
| Год  | 1925 | 1939   | 1977   | 1984   | 2005  |
| ---- | ---- | ------ | ------ | ------ | ----- |
| Чел. | 1960 | ↘ 1352 | ↗ 2367 | ↘ 2140 | ↘ 600 |

### Что будет на месте «Балтийской мануфактуры»

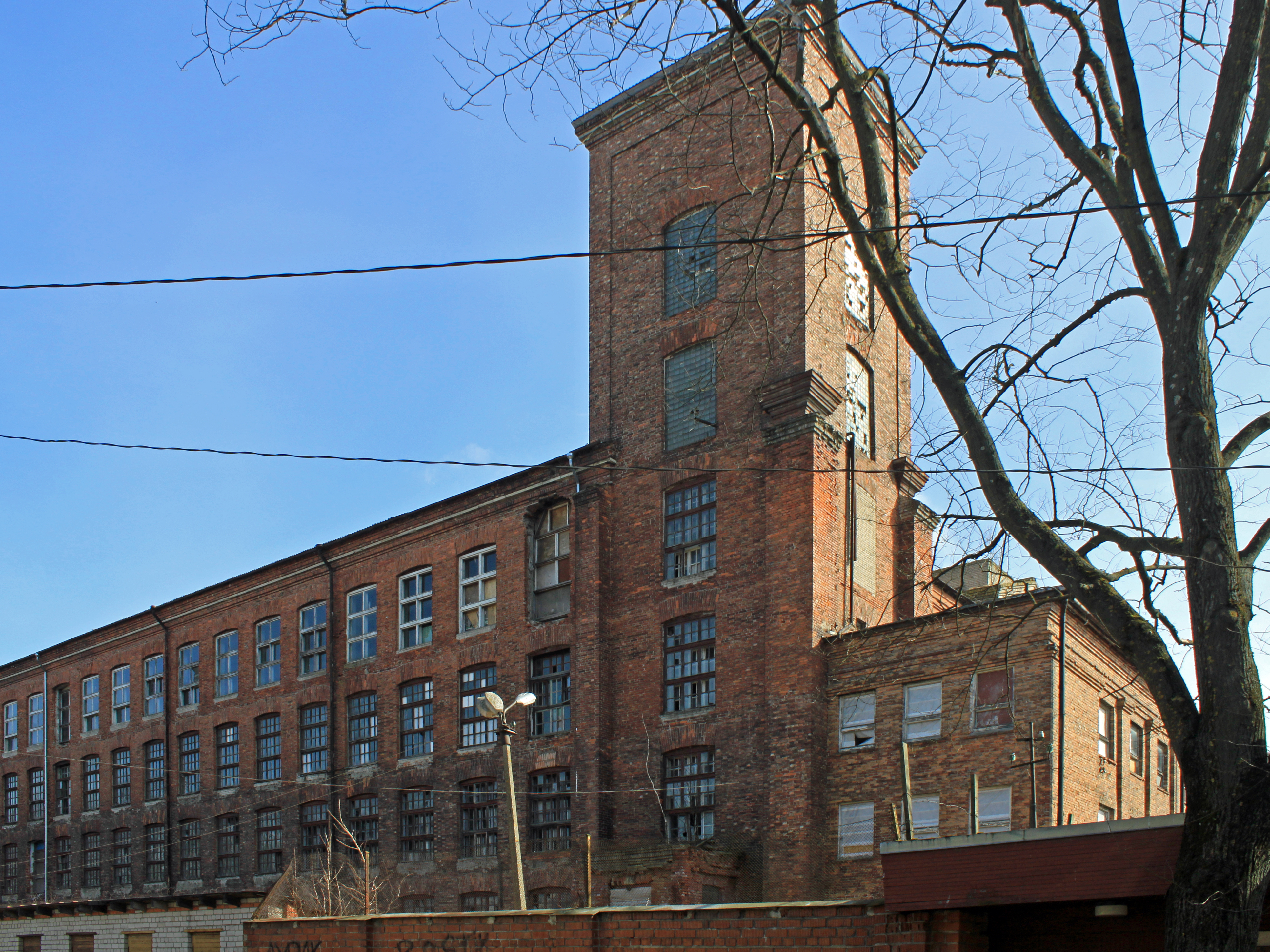
Главный корпус «Балтийской мануфактуры» в апреле 2017 года, памятник архитектуры

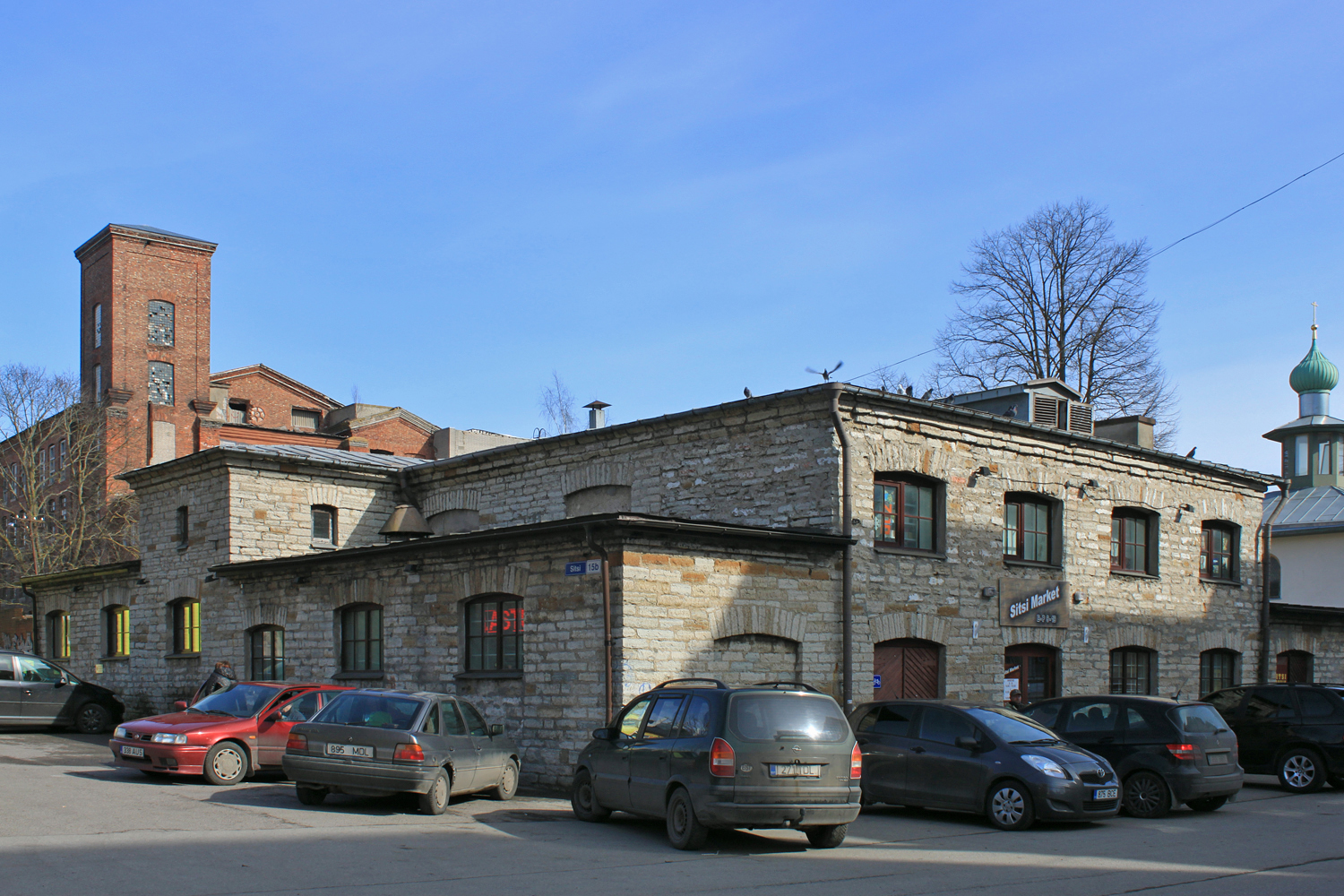
Памятник архитектуры: бывшая баня «Балтийской мануфактуры» (ок. 1901)

Некоторые здания, принадлежавшие «Балтийской мануфактуре» и построенные в 1900-х — 1920-х годах, в 1997 году были включены в Государственный регистр памятников культуры Эстонии. В частности, это красно-кирпичный главный корпус мануфактуры, бывший в течение нескольких десятилетий своеобразным символом и визуальным ориентиром таллинского микрорайона Ситси, бывшая баня (сейчас там находится крытый рынок Sitsi market), восемь деревянных двухэтажных жилых домов для рабочих, мастеров и служащих фабрики, здание Потребительского общества Балтийской мануфактуры, школа, конюшня, прачечная, а также фабричная церковь. В годы Второй мировой войны фабричные корпуса очень сильно пострадали и были почти заново отстроены.
1 мая 2009 года веб-портал «Novosti ERR» сообщил, что таллинская городская управа утвердила проект планировки территории бывшей «Балтийской мануфактуры». Как сообщалось, проект, в частности, предполагает строительство самого высокого здания эстонской столицы — 60-этажного небоскрёба высотой 200 метров. Согласно проекту, на территории фабрики запланировано построить несколько жилых домов и офисных зданий, а также торговый центр и детский сад. Самый высокий в Таллине небоскрёб будет включать в себя жилые и коммерческие площади и будет соединён с торгово-развлекательным центром. В ходе реконструкции территории «Балтийской мануфактуры» будут снесены все постройки советского времени.

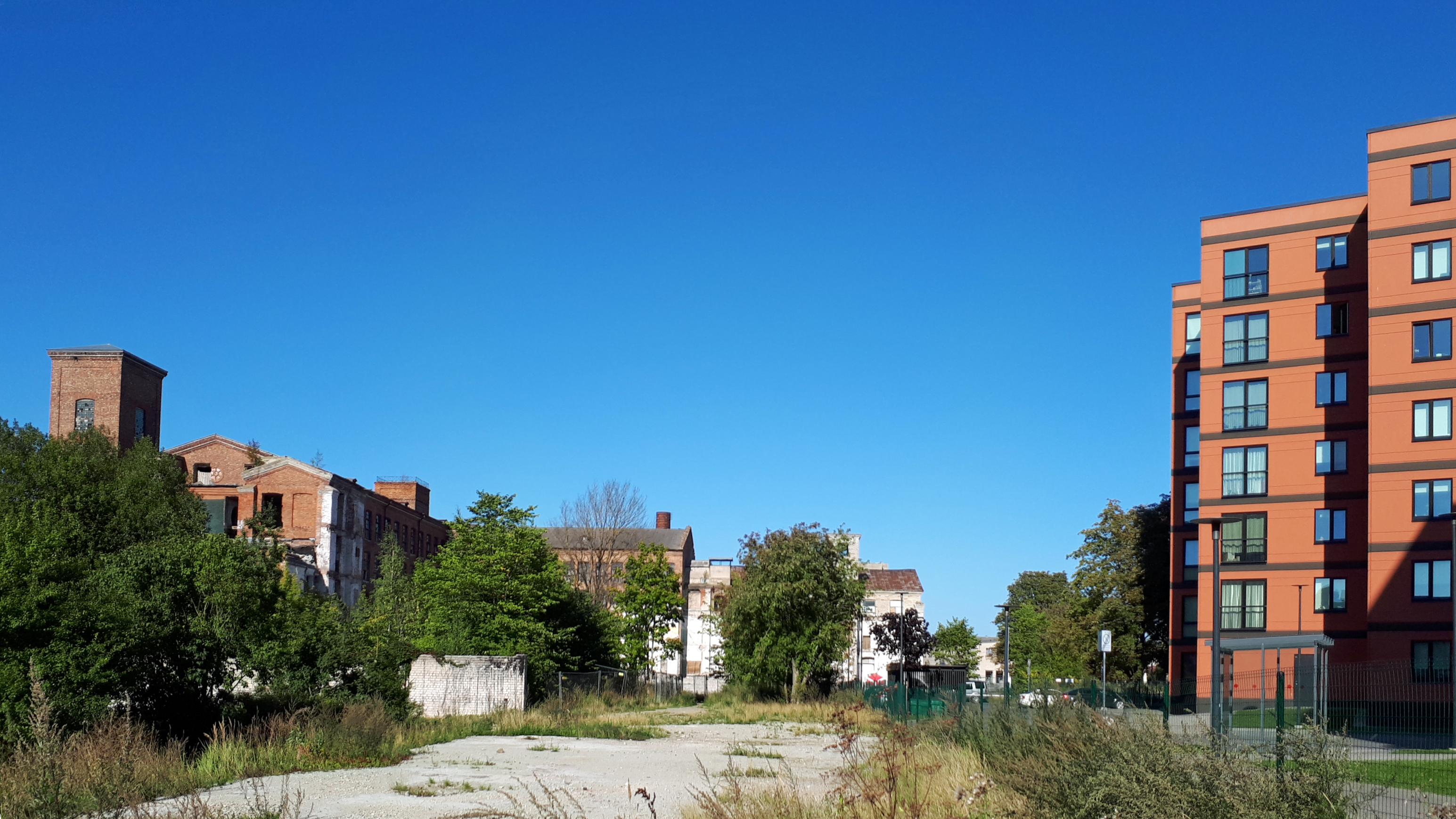
2021 год: слева — руины «Балтийской мануфактуры», справа — первые жилые дома квартала «Мануфактуури»

8 октября 2016 года на портале «Sputnik» появилась ещё одна новость: ведущие эстонские кинематографические компании анонсировали создание в Таллине крупнейшей в Балтии киностудии (киногородка), которую планируют открыть в одном из зданий бывшей мануфактуры в конце 2018 года. В новом здании будут располагаться три съемочных павильона высотой 14 метров. Стоимость проекта составляет шесть миллионов евро. В декабре 2019 года была опубликована информация о новом месте и новой дате открытия такой студии: полуостров Пальяссааре, январь 2022 года.
Весной 2017 года вдоль сетчатой ограды бывшей мануфактуры стояли рекламные щиты фирмы по продаже недвижимости «Pindi Kinnisvara», на которых изображался проект будущей жилой застройки части её территории. Строительство восьми жилых домов из красного кирпича высотой в пять и девять этажей, по виду созвучных с кирпичными корпусами погибшей фабрики, и парковочного дома было завершено в 2019 году. Знаменитый фабричный яблоневый сад в основном сохранили.
В 2020 году было объявлено, что на территории бывшего комплекса «Балтийской мануфактуры» построят новый жилой район стоимостью 100 млн евро. Развитием недвижимости здесь занялись фирмы «Hepsor AS» и «Tolaram Investments AS» (дочернее предприятие сингапурской компании «Tolaram»). Жилой район получил название «Квартал Мануфактуури» (эст. Manufaktuuri kvartal).